# Astragalus glacialis
Astragalus glacialis es una especie de planta del género Astragalus, de la familia de las leguminosas, orden Fabales.

## Distribución
Astragalus glacialis se distribuye por Yugoslavia.

## Taxonomía
Fue descrita científicamente por Lovric. Fue publicada en Oesterr. Bot. Z. 119: 567.